# Auguste de Jonghe d'Ardoye

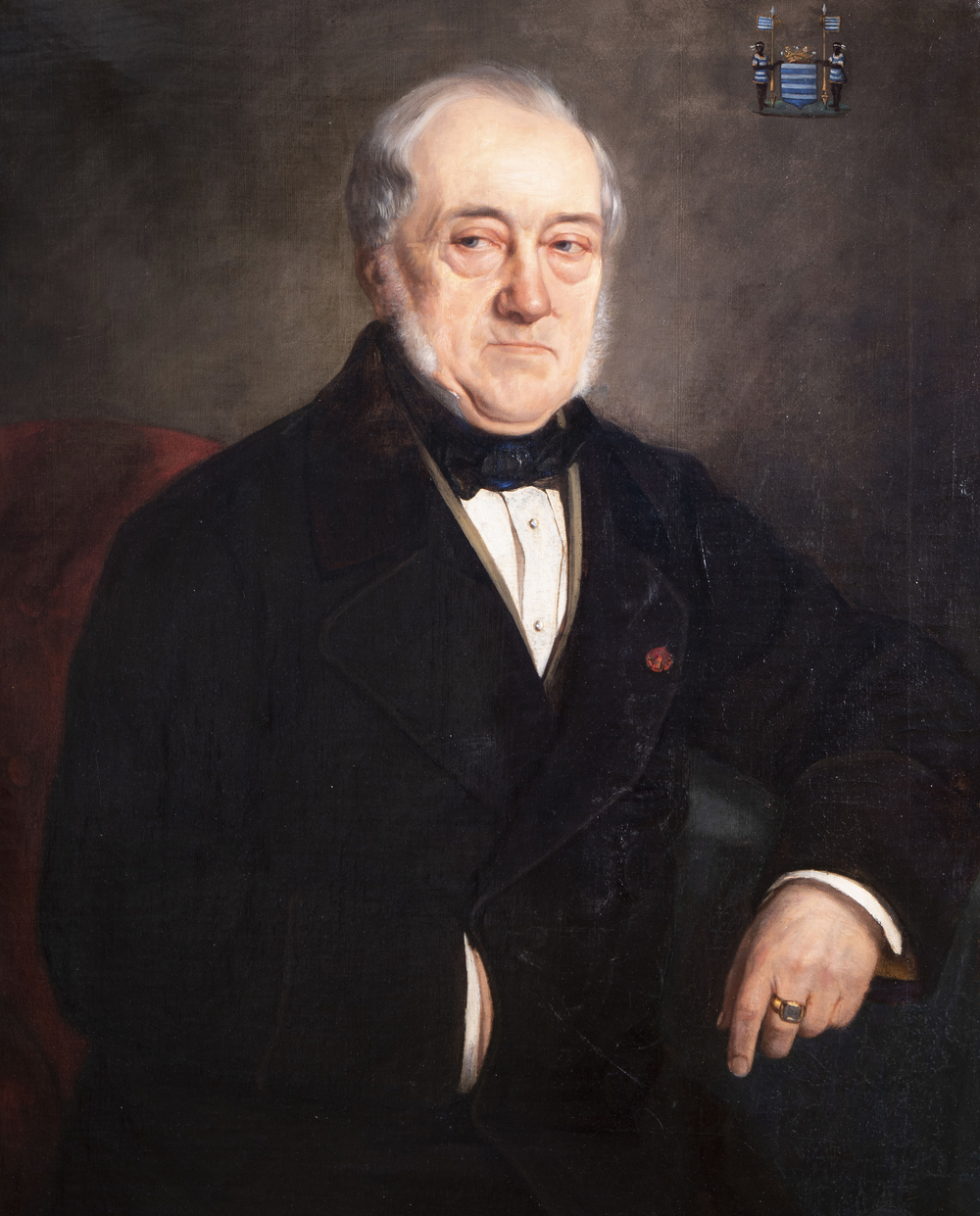
Portret van Auguste de Jonghe d'Ardoye

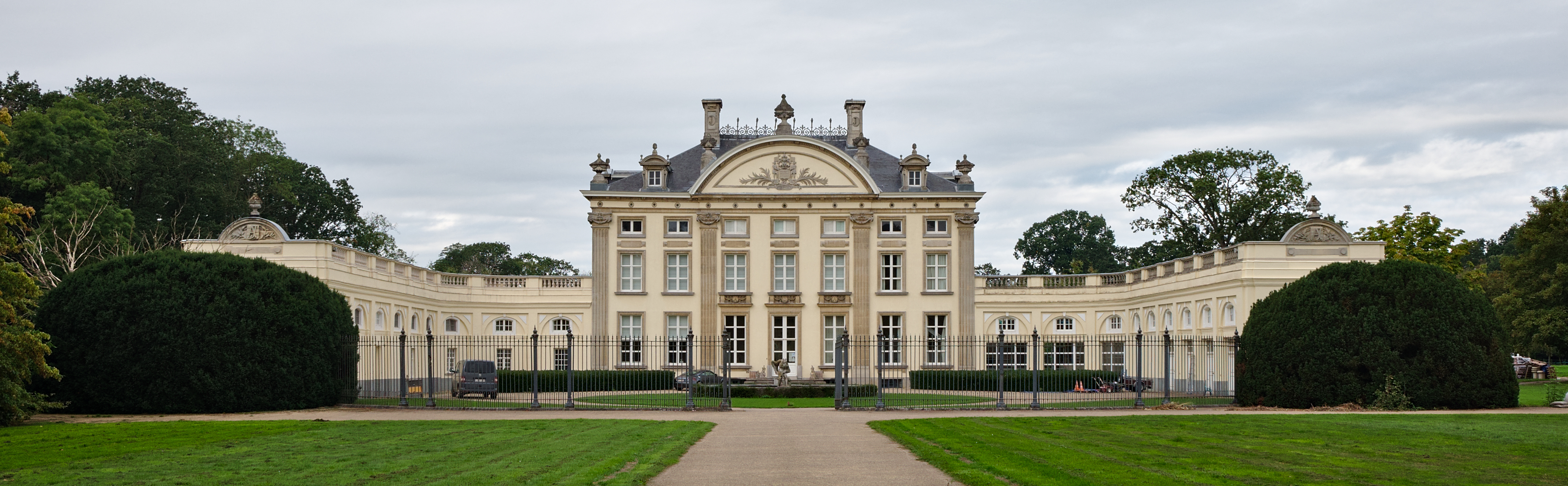
Hij was eigenaar van het kasteel van Ardooie

Auguste Charles Joseph Ghislain de Jonghe d’Ardoye (Gent, 17 augustus 1783 - Brussel, 6 april 1868) was een Belgisch politicus. Hij was lid van het Nationaal Congres en senator. 

## Biografie

### Familie
Auguste de Jonghe was een telg uit de familie de Jonghe. Hij was een zoon van burggraaf Théodore de Jonghe, laatste feodale heer van Ardooie, die in 1772 de titel van burggraaf had verkregen, en Isabelle Vilain XIIII, dochter Jean Jacques Philippe Vilain XIIII, burgemeester van Aalst en Gent en voorzitter van de Staten van Vlaanderen. Hij was een broer van Gustave de Jonghe, gemeenteraadslid van Gent, lid van het Nationaal Congres en senator.
Hij trouwde in 1812 in Brussel met Lucie Charliers de Buisseret (1791-1875). Ze kregen twee zoons en twee dochters.
- Marie de Jonghe d'Ardoye (1816-1886), trouwde in 1841 in Brussel met Henri de la Croix d'Ogimont (1812-1872). Ze kregen drie zoons, met afstammelingen tot heden.
- Théodore de Jonghe d'Ardoye (1818-1853), trouwde in 1844 in Humières met Césarine Hubert d'Humières (1822-1881). Ze kregen een zoon en een dochter, met afstammelingen tot heden.
- Louis de Jonghe d'Ardoye (1820-1893), diplomaat en minister van Staat, trouwde in 1860 in Brussel met Valentine Goethals (1841-1917), dochter van baron Auguste Goethals, luitenant-generaal en minister van Oorlog. Ze kregen een zoon en een dochter, met afstammelingen tot heden.

### Loopbaan
De Jonghe werd in 1817 lid van de Ridderschap van de provincie Oost-Vlaanderen en werd lid van de Provinciale Staten. In 1827 verkreeg hij de erfelijke titel van burggraaf, terwijl de titel van zijn vader overging op de zoon van zijn overleden oudere broer.
Hij werd lid van het Nationaal Congres verkozen voor het arrondissement Tielt. Hij bleef zwijgzaam tijdens de openbare zittingen en stemde zoals de meerderheid: voor de onafhankelijkheidsverklaring, voor de eeuwigdurende uitsluiting van de Nassaus, voor Surlet de Chokier als regent, voor Leopold van Saksen Coburg als koning en voor de aanvaarding van het Verdrag der XVIII artikelen. Hij stemde wel één keer met de kleine minderheid mee die, tegendraads, op 3 februari voor het koningschap stemde voor Karel van Oostenrijk-Teschen in plaats van voor de hertog van Nemours.
In augustus 1831 werd hij tot katholiek senator verkozen voor het arrondissement Tielt en bleef dit tot in 1848. Hij was zeventien jaar quaestor van de Hoge Vergadering. Hoewel hij al jaren de naam 'de Jonghe d'Ardoie' gebruikte als 'titre de courtoisie' is het pas in 1857 dat hij de toelating verkreeg om officieel 'd'Ardoye' aan zijn familienaam toe te voegen, terwijl de titel burggraaf en burggravin overdraagbaar werd op al zijn nakomelingen.